# Reichsabtei Kornelimünster

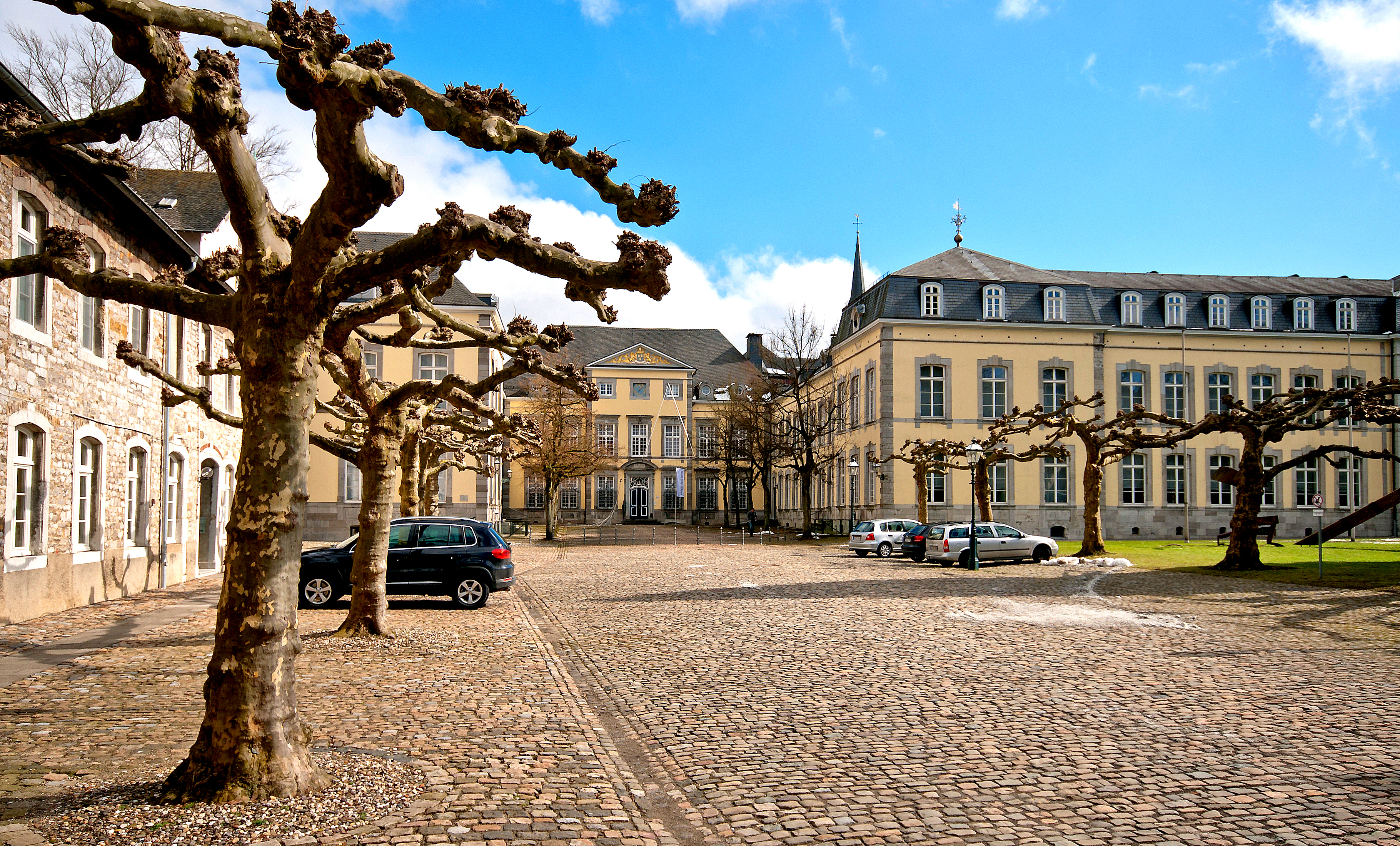
Ehem. Reichsabtei Kornelimünster

Die Reichsabtei Kornelimünster (lat. monasterium Sancti Cornelii Indensis u. ä.) war eine Abtei der Benediktiner in der gleichnamigen Ortschaft Kornelimünster in der Nähe von Aachen, die von 814 bis 1802 bestand.

## Geschichte von Kloster und Wallfahrt

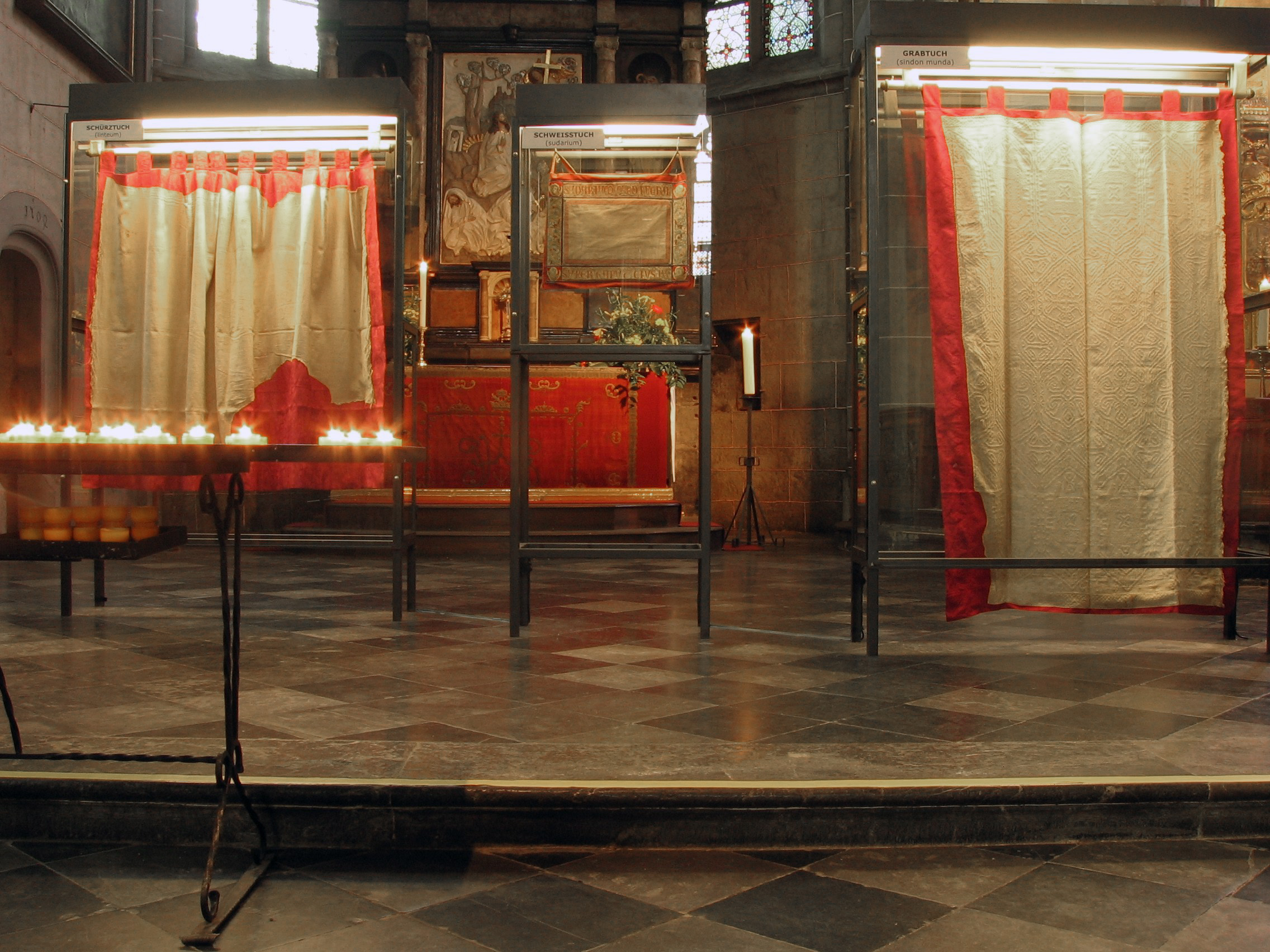
Die Reliquien des Heiltumsschatzes

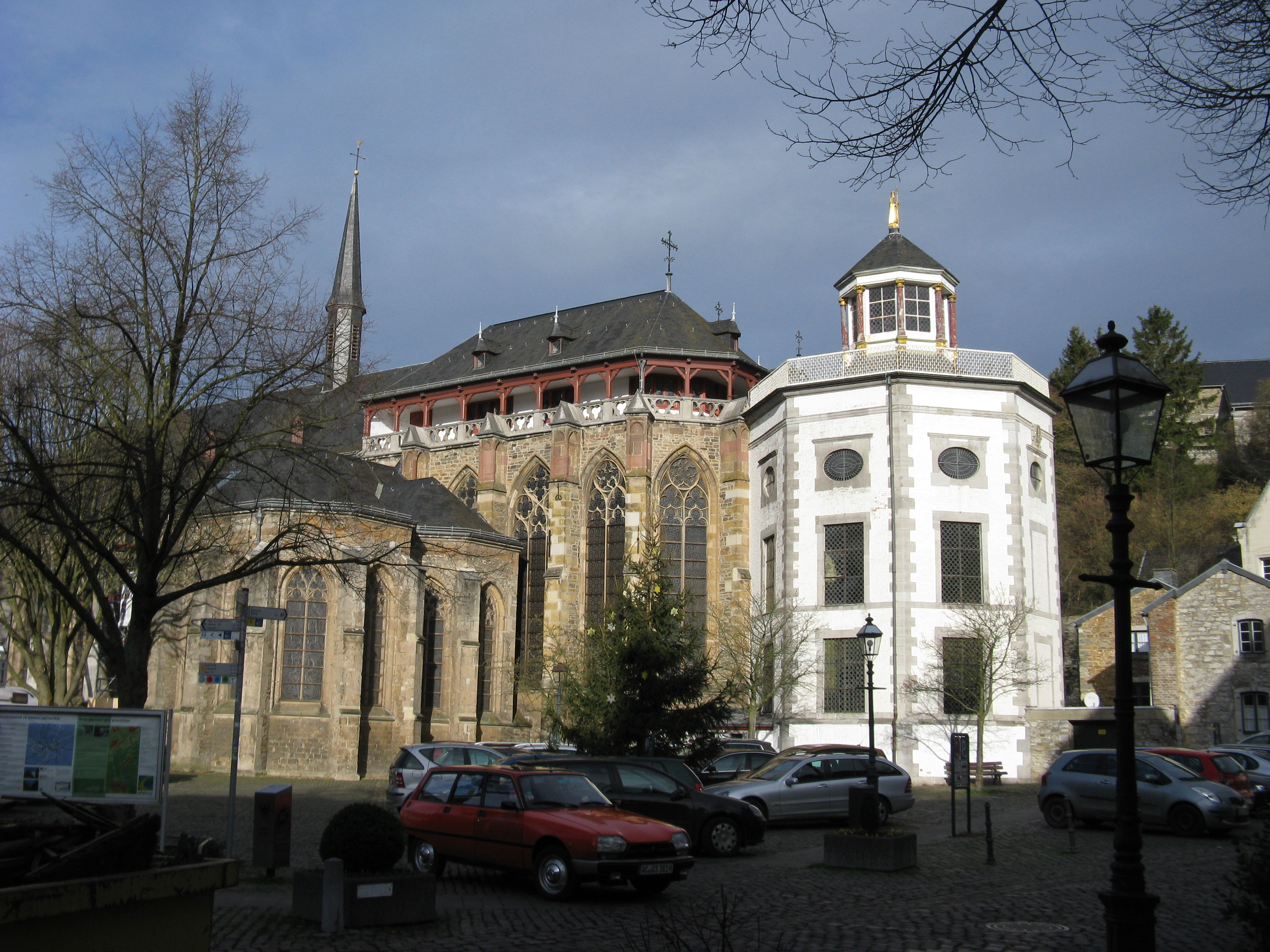
Ehem. Abteikirche und heutige Propsteikirche St. Kornelius

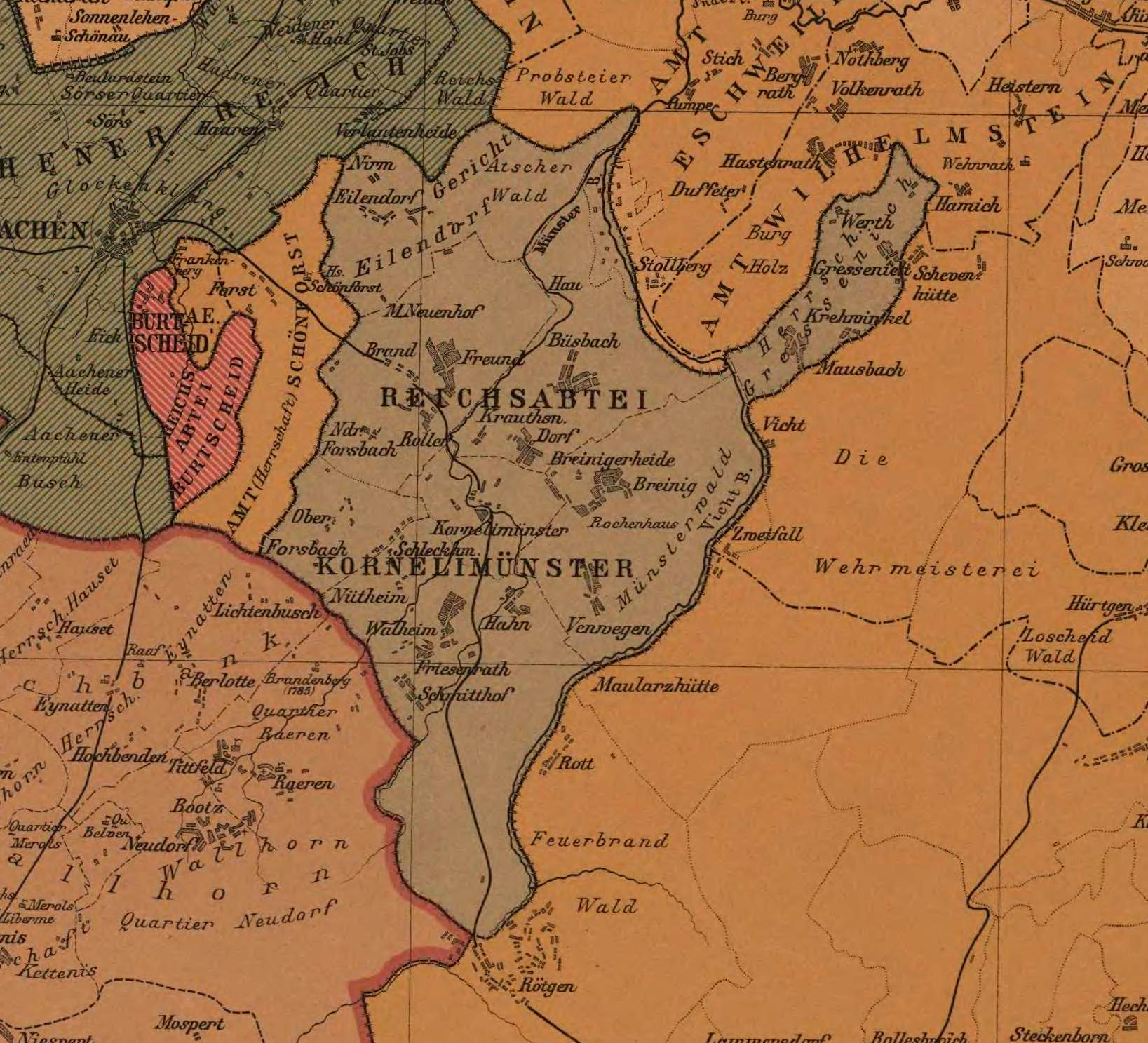
Das Territorium der Reichsabtei Kornelimünster um 1789

Die Abtei Kornelimünster wurde um 814 von Benedikt von Aniane (750–821) und Ludwig dem Frommen als Monasterium ad Indam gegründet und war zunächst als Monasterium Salvatoris ad Indam – „Erlöserkloster an der Inde“ – oder auch kurz als Inda bekannt. Benedikt von Aniane entstammte dem westgotischen Adel Südfrankreichs, wurde am Hof König Pippins erzogen, wandte sich nach einer kurzen Zeit im königlichen Dienst dem Mönchsleben zu und gründete um 779 in Aniane bei Montpellier ein Kloster. Auch durch dieses Kloster erlangte Benedikt von Aniane großen Einfluss bei Ludwig dem Frommen, Sohn und Nachfolger Karls des Großen als Kaiser des fränkischen Reichs. Benedikt folgte Ludwig an den Aachener Hof und fungierte dort als Berater bei den Aachener Reformsynoden (816–818). Das zu dieser Zeit gegründete und reich dotierte Kloster Kornelimünster sollte auf der Basis der Regula Benedicti, der Regel des Benedikt von Nursia als Vorbild für die Erneuerung des Klosterwesens und des Mönchtums (schola monachorum) im fränkischen Reich dienen, um die im Laufe der Jahrhunderte entstandenen sehr unterschiedlichen Mönchstraditionen zu vereinheitlichen.
Die Reformen Benedikts riefen allerdings auch Widerstände hervor, die nach seinem Tod verstärkt auftraten und schließlich dazu führten, dass Benedikt allenfalls in seiner südfranzösischen Heimat eine begrenzte Verehrung erfuhr. Kornelimünster konnte daher seine anfängliche Bedeutung nach dem Tod des Klostergründers nicht halten und blieb ein eher bescheidenes Kloster.
Kaiser Ludwig der Fromme hatte Benedikt von Aniane allerdings drei Reliquien geschenkt, die ursprünglich aus dem Reliquienschatz der Aachener Pfalzkapelle stammten: das Schürztuch (linteum Domini), das sich Jesus der Überlieferung nach zur Fußwaschung der Jünger beim Letzten Abendmahl umgebunden hatte, ein Grabtuch (sindon munda), das gemäß alter Tradition bei der Grablegung benutzt wurde und auf dem der Leichnam Jesu im Grab gebettet worden sein soll, und das Schweißtuch (sudarium Domini), das jenes Tuch sein soll, das den Kopf Jesu umhüllte und das Petrus und Johannes zusammengefaltet im leeren Grab Jesu gefunden haben sollen. Im Jahre 875 wurde das Grabtuch allerdings geteilt, weil Karl der Kahle eine Hälfte des Grabtuches für die Gründung eines Klosters in Compiègne benötigte. Als Ausgleich erhielt das Kloster die Schädelreliquie des Heiligen Papstes Cornelius sowie die des Heiligen Cyprianus. Die Verehrung des Papstes Cornelius († 253) führte ab dem 12. Jahrhundert zur Patronats- und Namensänderung: Das Kloster erhielt den Namen Monasterium Sancti Cornelii ad Indam, woraus sich der heutige Ortsname Kornelimünster herleitet.
Diese Reliquienschätze führten schließlich dazu, dass Kornelimünster seit dem 14. Jahrhundert Ziel einer besonderen Wallfahrt wurde, der sog. Heiligtumsfahrt Kornelimünster, die im Mittelalter gemeinsam mit der Heiligtumsfahrt nach Aachen so bedeutend wie die Wallfahrten nach Rom, Jerusalem oder Santiago de Compostela war.
Das Kloster erlebte in rund 1000 Jahren eine wechselvolle Geschichte. So wurde die Abteikirche 881 von Normannen zerstört und unter Kaiser Otto III. wieder aufgebaut und erweitert. Unter den Ottonen wurde der Abt des Klosters zum Reichsfürsten erhoben, die Abtei wurde 948 Reichskloster und erhielt die vollständige Immunität sowie die Reichsunmittelbarkeit, 974 das Recht der freien Abtswahl und 985 das Markt- und das Münzrecht. Das Stiftsgebiet grenzte im Südwesten an das Herzogtum Limburg, im Westen und Osten an das Herzogtum Jülich und im Norden an das Aachener Reich.
Das Kloster unterstand auch im Spätmittelalter und danach als Reichsabtei nur dem Kaiser und beherrschte ein geschlossenes Territorium (Münsterländchen). Die Schirmvogtei hatten die Grafen beziehungsweise Herzöge von Jülich. In der frühen Neuzeit gehörte es dem Niederrheinisch-Westfälischen Reichskreis und dem rheinischen Reichsprälatenkollegium an. Die wirtschaftliche Grundlage der Abtei bildeten die Weide-, Land- und Forstwirtschaft sowie die mit der Nutzung der Wasserkraft verbundene Eisen- und Kalksteinindustrie. Die Besitzungen betrugen um 1798 etwa 10.000 Hektar. Zum wirtschaftlichen Kernbesitz der Abtei zählte die im 14. Jahrhundert errichtete Abteimühle Kornelimünster, die als Getreidemühle konzipiert worden war und als Bannmühle für den Ort fungierte, wodurch die Landwirte verpflichtet wurden, dort ihr Getreide mahlen zu lassen und dafür Abgaben an die Abtei zu zahlen. Nachdem die Abtei 1621 eine erste 14-jährige Konzession zum Bierbrauen erhalten hatte, wurde die Mühle vorrangig als Brauereimühle genutzt, wodurch rund 1000 Hektoliter Bier pro Jahr gebraut werden konnte.
Im Jahre 1310 wurde die Abtei durch Bürger der Kaiserstadt Aachen zerstört, die sich an dem Abt Reinaldus für dessen Unterstützung des Grafen von Jülich im Kampf gegen Aachen rächen wollten. Die Aachener wurden dafür jedoch zu einer hohen Geldstrafe verpflichtet, durch die das Kloster und die Abteikirche wieder aufgebaut werden konnten. Aus der nachfolgenden neuen Blütezeit des Klosters im 14. und 15. Jahrhundert ist die gotische Kirche, die auf den karolingischen und romanischen Vorgängerbauten aufruht, das hervorragendste Zeugnis.
Wegen der wachsenden Zahl von Pilgern musste die Abteikirche im 15. und 16. Jahrhundert vergrößert werden. Das Kloster selbst konnte jedoch mit der Bedeutung Kornelimünsters als Wallfahrtsort nicht mithalten und verlor an Bedeutung. Auch der Wohlstand des 18. Jahrhunderts, der den Neubau des Klosters und Erweiterungen der Abteikirche ermöglichten, änderte daran nichts. Von 1721 bis 1728 wurde das Abteigebäude als dreiflügelige Barockanlage neu erbaut. 1763 bekam die Kirche eine neue Orgel mit 19 Registern auf zwei Manualen mit angehängtem Pedal durch die Orgelbauwerkstatt Johann Josef Brammertz nach Prospekt-Entwurf von Johann Joseph Couven.
Überschattet wurde die Entwicklung vor allem nach dem Dreißigjährigen Krieg durch zunehmende Konflikte zwischen den Untertanen und der auf Steigerung der Einkünfte bedachten abteilichen Obrigkeit. Einen Höhepunkt erreichten die Auseinandersetzungen am 18. Juli 1699, als der Abt und Landesherr Bertrand Goswin von Gevertzhagen auf Veranlassung unzufriedener Untertanen aus dem Hinterhalt erschossen wurde. Auch in den folgenden Jahrzehnten kam es zu Konflikten, die erst ein 1751 geschlossener umfassender Vergleich beilegte.
Zwischen 1792 und 1794 flohen die Mönche mehrmals vor den einrückenden französischen Revolutionstruppen. 1802 wurde die Abtei schließlich wie alle Klöster im Rheinland durch Napoleon aufgelöst. Dieser Auflösungsbeschluss wurde für die Reichsabtei Kornelimünster mit ihren Ländereien, dem Mobiliar und andere Werte im Procès-Verbal vom 8. August 1802, einem Abwicklungsprotokoll, umgesetzt. Die Güter mussten übergeben werden und die Mönche mussten die Abtei verlassen. Die Abteikirche wurde der katholischen Gemeinde als Pfarrkirche überlassen und die Heiligtümer/Reliquien wurden 1804 der Pfarrei übergeben. Als solche ist sie heute unter dem Namen St. Kornelius eine römisch-katholischen Pfarrkirche sowie Wallfahrtskirche im Bistum Aachen.
Die Abteigebäude sowie die vormaligen Mühlen- und Brauereigebäude wurden 1807 an den Fabrikanten und ersten Maire Aachens, Jakob Friedrich Kolb, verkauft, der die Residenz des Abtes als Landsitz bezog und in den Nebengebäuden eine Tuchfabrik mit der zur Walkmühle umgerüsteten Abteimühle einrichtete. Diese übernahm nach Kolbs Tod sein Neffe Johann Gottfried Kolb (1772–1835), der sie seinerseits 1822 aufgab und dem Inhaber der Aachener Spinnerei Startz, Gotthard Startz, übertrug, der seinerseits die Mühle und das Fabrikgebäude rundum erneuerte und ausbaute. Bis zur Stilllegung im Jahr 1977 dienten diese Werksbauten fortan unter wechselnden Besitzer als Tuch- und Reißwollfabrik.
Erst 1906 kamen wieder Benediktiner nach Kornelimünster. Da die alten Abteigebäude dem Staat gehörten und anders genutzt wurden, gründeten sie am westlichen Ende von Kornelimünster die Neue Benediktinerabtei Kornelimünster, die jedoch nicht in Rechtsnachfolge zu der alten Reichsabtei steht.

## Architektur
Die erste Klosterkirche, die 817 geweiht wurde, war eine kleine dreischiffige Basilika. Sie wurde Ende des 9. Jahrhunderts zerstört. Nachdem das wieder aufgebaute Kloster 1310 nochmals zerstört worden war, entstand anschließend eine große gotische Kirche in Form einer fünfschiffigen Halle. Die beiden südlichen Kirchenschiffe waren als Pilgerkirche angelegt. Die anderen Bereiche der Kirche waren davon abgetrennt und den Mitgliedern des Klosters vorbehalten. Die Propsteikirche war damit gleichzeitig Kloster- und Wallfahrtskirche. Wegen der wachsenden Zahl von Pilgern, die nach Kornelimünster kamen, wurde die Abteikirche im 15. und 16. Jahrhundert mehrmals vergrößert. Die im Wesentlichen aus der gotischen Zeit stammende Abteikirche wurde 1706 an der Ostseite um die oktogonale Korneliuskapelle erweitert.
Von 1721 bis 1728 wurde das Abteigebäude schließlich als dreiflügelige Anlage im Stil des maasländischen Barock baroque mosan neu erbaut. Der unbekannte Architekt aus dem Umkreis des Aachener Stadtarchitekten Laurenz Mefferdatis entwarf ein damals in der Region vorbildgebendes Adelspalais mit Ehrenhof. Bauhistorisch steht das Gebäude zwischen dem Londoner Hof und dem Herrenbad von Mefferdatis sowie zwischen dem Kloster Rolduc, dem Neubau des Lütticher Rathauses und der Umgestaltung des Aachener Rathauses. Bauherr war der Fürstabt Hyazinth Alfons von Suys, der aus einer belgisch-niederländischen Adelsfamilie stammte. Zunächst wurde der Mitteltrakt der schlossartigen Anlage als französisches Lustschloss (Maison de plaisance) errichtet, das als Wohn- und Amtssitz des Abtes dienen sollte. Daran schloss sich der Bau des linken Seitenflügels als Verwaltungsbau an. Erst Mitte des 18. Jahrhunderts wurde mit dem Neubau des Mönchskonvents und des Kreuzgangs begonnen. Mitte des 19. Jahrhunderts ersetzte schließlich der jetzige Südflügel den Vorgängerbau aus dem 17. Jahrhundert, also in einer Zeit, als die Abtei bereits aufgehoben war.
Das Bildprogramm der Ausstattung aus Deckenbildern, Stuckarbeiten und Kaminaufsätzen ist in großen Teilen erhalten geblieben. Dies gilt besonders für den zentralen Festraum im Erdgeschoss mit einem prächtig gestalteten Kamin, reichen Stuckarbeiten und mit Deckengemälden. Die Deckengemälde veranschaulichen die besonderen Funktionen und Rechte, die sich mit dem Amt und der Würde der Äbte verbinden. Ein weiteres beeindruckendes Deckengemälde befindet sich im Treppenhaus und zeigt den Sturz der heidnischen Götter durch den Erzengel Michael, der den stürzenden Göttern einen Schild mit der Aufschrift quis ut deus entgegenhält.
Im Obergeschoss ist der am prunkvollsten gestaltete Raum der sogenannte Kaisersaal mit dem Deckengemälde der triumphierenden Kirche, gemalt von einem belgischen Maler nach dem Vorbild von Peter Paul Rubens.
Erwähnt werden muss auch das „Jagdzimmer“, das nach den Motiven der hier vollständig erhaltenen Wandmalereien benannt wurde. Diese zeigen unter anderem eine Darstellung des Klosterneubaus, wie er ursprünglich geplant war. Das Kabinett der Paraderäume zeichnet sich durch einen wertvollen Intarsienfußboden aus. Im Nordflügel haben sich in den ehemaligen Verwaltungsräumen des Klosterstaates Deckenfresken erhalten, die das Regierungsprogramm des Abtes versinnbildlichen. Die mobile Ausstattung der Residenz ist infolge der Säkularisation des Klosters und der folgenden verschiedenen Nutzungen verloren gegangen.

## Äbte
| - Benedikt von Aniane 815–821 - Wikard 821–842 - Adelang 843–851 - Syfort - Odelin - Rodoard ?–881 - Revelong 881–887 - Egilhard um 892 - Adagrin um 914 - Erich ?–920 - Erenbald 920–931 - Balderich 931–938 - Berthold I. um 948 - Nikard ?–978 - Heinrich I. 978–988 - Lantfried um 997 - Libertus - Winrich I. 1064–? - Richard - Gerhard - Dietrich - Rudolf | - Anno 1135–1155 - Werner - Florenz I. 1212–1215 - Florenz II. 1220–1247 - Albert I. um 1248 - Wilhelm I. 1257–1258 - Siger ?–1263 - Johann I. 1263–1271 - Reinhold 1278–1309 - Arnold I. von Molenark um 1310 - Reimar 1319–1321 - Arnold II. 1324–1333 - Richald 1340–1355 - Johann II. von Löwendael 1355–1380 - Winrich II. von Kintsweiler 1380–1392 - Bawin Barm von Metzenhausen 1392–1400 - Peter von Roden 1400–1407 - Winand von Rohr 1407–1434 | - Heinrich II. von Gertzen 1434–1450 - Heribert von Lülsdorf 1450–1481 - Wilhelm II. von Ghoer 1481–1491 - Heinrich III. von Binsfeldt 1491–1531 - Jan III. Polonius von Wachtendonck 1531–1534 - Rutger von Amstel 1534–1548 - Albert II. von Wachtendonck 1548–1573 - Nikolas von Vorsheim 1573–1582 - Johann IV. von Hammerstein 1582–1597 - Johann Heinrich von Gertzen 1597–1620 - Hermann von Eynatten 1620–1645 - Franz Heinrich von Fraimerstorff 1645–1652 - Isaak von Hirsch 1652–1669 - Johann Balduin von Berg-Durffendael 1669–1675 - Jan Theodor de Hoens van Cartyelz 1675–1686 - Bertrand Goswin von Gevertzhagen 1686–1699 - Rutger Stefan von Neuhoff-Ley 1699–1713 - Hyacinth Alphonse Graf de Suys 1713–1745 - Karl Ludwig von Sickingen-Ebernburg 1745–1764 - Matthias Ludwig von Plettenberg-Engstfeld 1764–1801 |

## Besitztümer
Besitztümer der Abtei Kornelimünster außerhalb des Münsterländchens:
- Gut Asperschlag
- Bergheim
- Gilverather Hof
- Hof Miesheim
- Mortroux in Dalhem/Belgien
- Burg Niederkastenholz und Dorf Niederkastenholz
- Puurs in Belgien
- Ronse/Renaix (Tenement van Inde) in Belgien
- Stift Sclayn in Andenne, Belgien
- Trechtingshausen
- Stadthöfe in Aachen (seit 1346), in Köln (seit 1349) und in Trier (bis 1549)

## Kunsthaus Nordrhein-Westfalen Kornelimünster
Nach dem Zweiten Weltkrieg wurde das Land Nordrhein-Westfalen Eigentümer der ehemaligen Reichsabtei Kornelimünster. Da 1802 die Abteikirche der katholischen Gemeinde als Pfarrkirche überlassen wurde, ist das Land lediglich Eigentümer des barocken fünfflügeligen Abteigebäudes mit zwei innenliegenden Höfen. Dazu gehören auch der große Vorhof der Abtei mit seiner einseitigen spätmittelalterlichen Bebauung und die sogenannte Immunitätsmauer, die zu Beginn des 20. Jahrhunderts errichtete „Turnhalle“ sowie eine spätgotische Doppeltoranlage vor dem linken Seitenflügel und die großflächigen Grünanlagen.
Bis in die 70er Jahre wurden Kriegsschäden beseitigt und die im Mitteltrakt noch vorhandenen Stuckarbeiten und Deckengemälde mit Landesmitteln restauriert. Seit 1976 beherbergt dieser repräsentative Bauteil die Einrichtung Kunst aus Nordrhein-Westfalen – Förderankäufe seit 1945, seit 2015 das Kunsthaus Nordrhein-Westfalen Kornelimünster. Die Sammlung moderner Kunst aus NRW wird in der Abtsresidenz und im Nordflügel des Konvents gezeigt. Die ständige Sammlung umfasst eine Auswahl solcher Kunstwerke, die seit dem Bestehen des Landes vom damaligen Kultusministerium und dessen Nachfolge von der Kulturabteilung des Ministeriums für Familie, Kinder, Jugend, Kultur und Sport des Landes Nordrhein-Westfalen für die Kulturförderung erworben wurden. Seit 1996 werden in der Einrichtung außerdem wechselnde Ausstellungen veranstaltet. Der Eintritt ist frei.
Der größte Teil wurde in den fünfziger Jahren an den Bund vermietet, der dort die Zentralnachweisstelle der Wehrmacht betrieb. Anfang 2006 wurde das Wehrmachtsarchiv in Kornelimünster endgültig aufgelöst, die Aufgaben übernimmt die Deutsche Dienststelle (WASt) gemeinsam mit den Bundesarchiv-Militärarchiv. Neuer Mieter der beiden dadurch frei gewordenen Nebenflügel wurde zum Juni 2006 die RWTH Aachen. Seit Anfang der 1990er Jahre wurde der gesamte Gebäudekomplex stückweise für 15 Millionen DM saniert.